# Heiko Tiemann
Heiko Tiemann (* 1968 in Bad Oeynhausen) ist ein deutscher Fotograf.

## Leben
Er studierte an der Universität Essen, dem London College of Printing London und Royal College of Art in London. Tiemann lebt in Düsseldorf und London.
Tiemann erhielt eine Reinhart Wolf Auszeichnung 1996 und 1997 sowie verschiedene Stipendien. Beim John Kobal Photographic Portrait Award 1999 erhielt er einen 1. Preis.

## Werk
Tiemann arbeitet in thematischen Zyklen und stellt diese in raumbezogener Hängung aus. Diese oftmals großformatigen Arbeiten sind sowohl als autonome Bildwerke, als auch in Bezug zueinander zu betrachten.
- Innenleben 1996
- Identität 1997
- Somnia 1999
- preparation 1999
- Kammer 1999–2001
- real indication 2001–2008
- Animism 2003–2004
- aftermath 2006
- Obskur 2006–2008
- imaginary deeds 2008